# Большая Шудья
Большая Шудья — река в России, протекает в Красновишерском районе Пермского края. Устье реки находится в 12 км по левому берегу реки Велс. Длина реки составляет 30 км. В верхнем течении также называется Шудья.

## Описание
Исток реки в отрогах Северного Урала на западных склонах горы Большая Шудья (883 м НУМ) в 25 км к юго-востоку от посёлка Велс. Течёт главным образом в северном и северо-западном направлениях, огибая горы Каюк (930 м НУМ) и Шудья-Пендыш (1050 м НУМ). Всё течение проходит в ненаселённой местности среди гор и холмов, покрытых тайгой. Течение имеет горный характер. Притоки — Пендышка, Рассоха (правые); Малая Шудья (левый). До впадения Малой Шудьи река обозначена на картах как Шудья, ниже — Большая Шудья. Впадает в Велс северо-западнее горы Шудья (687 м НУМ) в 8 км к юго-востоку от посёлка Велс. Ширина реки у устья около 10 метров, скорость течения — 0,7 м/с.

## Данные водного реестра
По данным государственного водного реестра России относится к Камскому бассейновому округу, водохозяйственный участок реки — Кама от водомерного поста у села Бондюг до города Березники, речной подбассейн реки — бассейны притоков Камы до впадения Белой. Речной бассейн реки — Кама.
По данным геоинформационной системы водохозяйственного районирования территории РФ, подготовленной Федеральным агентством водных ресурсов:
- Код водного объекта в государственном водном реестре — 10010100212111100004372
- Код по гидрологической изученности (ГИ) — 111100437
- Код бассейна — 10.01.01.002
- Номер тома по ГИ — 11
- Выпуск по ГИ — 1